# Łarisa Gołubkina
Łarisa Iwanowna Gołubkina, ros. Лари́са Ива́новна Голу́бкина (ur. 9 marca 1940 w Moskwie, zm. 22 marca 2025 tamże) – radziecka i rosyjska aktorka.

## Życiorys
Łarisa Gołubkina została absolwentką Moskiewskiej Szkoły Muzycznej w 1955 roku. Po czterech latach ukończyła uczelnię i zapisała się do Państwowego Instytutu Sztuki Teatralnej im. Anatolija Łunaczarskiego. Podczas studiów zadebiutowała na ekranie w 1962 roku w komedii Ballada huzarska w roli Szury Azarowej. W 1964 roku została aktorką Centralnego Akademickiego Teatru Armii Rosyjskiej. Pojawiła się w ponad 20 filmach i w różnych produkcjach teatralnych. W 1991 roku została uhonorowana tytułem Ludowy Artysta RFSRR. W 2000 roku została nagrodzona Orderem Przyjaźni. Otrzymała także Order Znaku Honoru.
Gołubkina była żoną Andrieja Mironowa w latach 1976–1987. Jej córka Maria Gołubkina jest aktorką.

## Filmografia
- 1962: Ballada huzarska jako Szura Azarowa
- 1963: Jeden dzień szczęścia jako Rita
- 1964: Poproszę książkę zażaleń
- 1966: Bajka o carze Sałtanie jako caryca
- 1969: Wyzwolenie jako sanitariuszka Zoja

i inne